# Оптички дискови
Различите врсте оптичких дискова дуго су се користиле за складиштење података, пре свега музике и филмова. Поред овога, с појавом уређаја који су омогућили нарезивање произвољне врсте података на оптичке дискове, овакви дискови неко време користили су се и за пренос података између разунара и прављење резервних копија података (енгл. backup). Иако је појавом флеш-дискова и широкопојасног интернета оптичка технологија донекле инстиснута, она се и даље у некој мери користи.
У рачунарству и технологијама снимања оптичких дискова, оптички диск (ОД) је раван, обично кружни диск који кодира бинарне податке (битове) у облику удубљења и набора на посебан материјал, често алуминијум, на једној од својих равних површина. Његова главна употреба је физичка ванмрежна дистрибуција података и дугорочно архивирање. Промене од јаме до узвишења или супротно одговарају бинарној вредности од 1; док никаква промена, без обзира да ли се налази на равни или у јами, одговара бинарној вредности од 0.

## Принцип рада
Код оптичких дискова фокусирани ласер наноси запис прогоревањем емулзије пластичног диска. Приликом читања, ласером се утврђује постојање неравнина насталих прогоревањем.

## Врсте оптичких дискова
- (енгл. compact disc digital audio, CDDA) стандард је некопримованог дигиталног записа музике који је могуће пуштати и на обичним музичким уређајима. На један аудио CD може да стане до 80 минута стандардно снимљеног звука.

- (енгл. compact disc read-only memory) садржи податке који се могу само читати. Капацитет ових дискова је око 700 MB (може да буде и до 900 MB). С временом су постали доступни уређаји који су омогућавали креирање (каже се и нарезивање или пржење (енг. burning) ових дискова и у оквиру стандардниих рачунара. Брзина нарезивања је мања него брзина читања.

- (енгл. compact disc-rewritable)је диск сличних карактеристика као CD-ROM, али који могућава и читање и (вишеструко) брисање и писање.

- (енгл. digital versatile disc) је диск веће густине ѕаписа него CD који омогућава складиштење веће количине података (обично око 4.7 GB). Као што се CD користи за запис музике и може да се пуђта и ван рачунара, тако се DVD користи за видео-запис и може се пуштати на уређајима (енгл. DVD Player) прикљученим на телевизор. Слично као и код CD технологије, DVD се може класификовати на DVD-Video, DVD-ROM, DVD-R, DVD-RW.

- (енгл. blu-ray disc) је диск још веће густине записа, који омогућава запис знатно веће количине података (обично око 25 GB). И овај диск је пре свега намењен за запис филмова, и то у високој резолуцији.

### Преглед оптичких типова
| Име                                                    | Капацитет                                                                             | Експериментално | Година                             |
| ------------------------------------------------------ | ------------------------------------------------------------------------------------- | --------------- | ---------------------------------- |
| Ласерски диск (LD)                                     | 0,3 GB                                                                                |                 | 1971–2001                          |
|                                                        | 0,2–6,0 GB                                                                            |                 | 1979–1984                          |
| Компакт-диск (CD)                                      | 0,7–0,9 GB                                                                            |                 | 1982–садашњост                     |
|                                                        | 6,0–12,0 GB                                                                           |                 | 1987–1996                          |
|                                                        | 0,14–1,0 GB                                                                           |                 | 1989–садашњост                     |
| Магнето оптички диск (MOD)                             | 0,1–16,7 GB                                                                           |                 | 1990–садашњост                     |
| Дигитални вишенаменски диск (DVD)                      | 4,7–17 GB                                                                             |                 | 1995–садашњост                     |
| LIMDOW (Laser Intensity Modulation Direct OverWrite)   | 2,6 GB                                                                                | 10 GB           | 1996–садашњост                     |
|                                                        | 1,2 GB                                                                                |                 | 1997–садашњост                     |
| Флуоресцентни вишеслојни диск                          |                                                                                       | 50–140 GB       | 1998-2003                          |
| Versatile Multilayer Disc (VMD)                        | 5–20 GB                                                                               | 100 GB          | 1999-2010                          |
| Хајпер CD-ROM                                                | 1 PB                                                                                  | 100 EB          | 1999?-?                            |
|                                                        | 500 MB                                                                                |                 | 1999-2006                          |
| Ултра густи оптички диск (UDO)                         | 30–60 GB                                                                              |                 | 2000–садашњост                     |
| FVD (FVD)                                              | 5,4–15 GB                                                                             |                 | 2001–садашњост                     |
| Унапређени свестрани диск (EVD)                        | DVD                                                                                   |                 | 2002-2004                          |
| HD DVD                                                 | 15–51 GB                                                                              | 1 TB            | 2002-2008                          |
| Блу-реј диск (BD)                                      | 25 GB 50 GB 100GB (BDXL) 128 GB (BDXL)                                                | 1 TB            | 2002–садашњост 2010-present (BDXL) |
| Професионални диск за податке (PDD)                    | 23 GB                                                                                 |                 | 2003-2006                          |
| Професионални диск                                     | 23–128 GB                                                                             |                 | 2003–садашњост                     |
| Дигитални мутислојни диск                              |                                                                                       | 22-32 GB        | 2004–2007                          |
| Мултиплексирано оптичко складиште података (MODS-диск) |                                                                                       | 250 GB–1 TB     | 2004–садашњост                     |
| Универзални медијски диск (UMD)                        | 0,9–1,8 GB                                                                            |                 | 2004–2014                          |
| Холографски свестрани диск (HVD)                       |                                                                                       | 6,0 TB          | 2004–2012                          |
| Диск обложен протеинима (PCD)                          |                                                                                       | 50 TB           | 2005–2006                          |
| M-DISC                                                 | 4,7 GB (DVD формат) 25 GB (Блу-реј формат) 50 GB (Блу-реј формат) 100 GB (BDXL форма) |                 | 2009–садашњост                     |
| Архивски диск                                          | 0,3-1 TB                                                                              |                 | 2014–садашњост                     |
| Ултра ХД блу-реј                                       | 50 GB 66 GB 100 GB                                                                    |                 | 2015–садашњост                     |

Напомене
1. ↑  Prototypes and theoretical values.
2. ↑  Years from (known) start of development till end of sales or development.

## Табела
| Врста диска | Основна брзина | Највећа брзина (умножак) |
|             | око 150 kB/s       | 72x = око 10             |
|             | око 1.4 MB/s       | 24x = око 30             |
|             | око 4 MB/s         | 14x = око 60             |

## Спецификације
| Генерација | Основа   | Макс     | Макс |
| Генерација | (Mbit/s) | (Mbit/s) | ×    |
| ---------- | -------- | -------- | ---- |
| 1st (CD)   | 1.17     | 65.6     | 56×  |
| 2nd (DVD)  | 10.57    | 253.6    | 24×  |
| 3rd (BD)   | 36       | 504      | 14×  |
| 4th (AD)   | ?        | ?        | 14×  |

| Ознака                    | Ознака   | Стране | Слојеви (укупно) | Дијаметер | Капацитет | Капацитет |
| Ознака                    | Ознака   | Стране | Слојеви (укупно) | (cm)      | (GB)      |           |
| ------------------------- | -------- | ------ | ---------------- | --------- | --------- | --------- |
| BD                        | SS SL    | 1      | 1                | 8         | 7.8       |           |
| BD                        | SS DL    | 1      | 2                | 8         | 15.6      |           |
| BD                        | SS SL    | 1      | 1                | 12        | 25        |           |
| BD                        | SS DL    | 1      | 2                | 12        | 50        |           |
| BD                        | SS TL    | 1      | 3                | 12        | 100       |           |
| BD                        | SS QL    | 1      | 4                | 12        | 128       |           |
| CD–ROM 74 min             | SS SL    | 1      | 1                | 12        | 0.682     |           |
| CD–ROM 80 min             | SS SL    | 1      | 1                | 12        | 0.737     |           |
| CD–ROM                    | SS SL    | 1      | 1                | 8         | 0.194     |           |
| DDCD–ROM                  | SS SL    | 1      | 1                | 12        | 1.364     |           |
| DDCD–ROM                  | SS SL    | 1      | 1                | 8         | 0.387     |           |
| DVD–1                     | SS SL    | 1      | 1                | 8         | 1.46      |           |
| DVD–2                     | SS DL    | 1      | 2                | 8         | 2.66      |           |
| DVD–3                     | DS SL    | 2      | 2                | 8         | 2.92      |           |
| DVD–4                     | DS DL    | 2      | 4                | 8         | 5.32      |           |
| DVD–5                     | SS SL    | 1      | 1                | 12        | 4.70      |           |
| DVD–9                     | SS DL    | 1      | 2                | 12        | 8.54      |           |
| DVD–10                    | DS SL    | 2      | 2                | 12        | 9.40      |           |
| DVD–14                    | DS DL/SL | 2      | 3                | 12        | 13.24     |           |
| DVD–18                    | DS DL    | 2      | 4                | 12        | 17.08     |           |
| DVD–R 1.0                 | SS SL    | 1      | 1                | 12        | 3.95      |           |
| DVD–R (2.0), +R, –RW, +RW | SS SL    | 1      | 1                | 12        | 4.7       |           |
| DVD-R, +R, –RW, +RW       | DS SL    | 2      | 2                | 12        | 9.40      |           |
| DVD–RAM                   | SS SL    | 1      | 1                | 8         | 1.46      |           |
| DVD–RAM                   | DS SL    | 2      | 2                | 8         | 2.65      |           |
| DVD–RAM 1.0               | SS SL    | 1      | 1                | 12        | 2.58      |           |
| DVD–RAM 2.0               | SS SL    | 1      | 1                | 12        | 4.70      |           |
| DVD–RAM 1.0               | DS SL    | 2      | 2                | 12        | 5.16      |           |
| DVD–RAM 2.0               | DS SL    | 2      | 2                | 12        | 9.40      |           |